# エスシーサービス
株式会社エスシーサービス（SC SERVICE Co.,Ltd.）は、かつて鳥取県米子市に本社を置き、不動産事業・損害保険・生命保険代理店・通信販売・複合カフェ事業を行っていた山陰信販グループの企業。

## 沿革
- 1991年（平成3年）1月22日 - 設立。
- 2001年（平成13年）3月31日 - ランシステムとフランチャイズ契約を締結し、鳥取県米子市に当社運営の1号店となる山陰地方初の漫画喫茶・インターネットカフェの複合カフェ「スペースクリエイト自遊空間米子店」をグループのホテルわこう1階に開店。
- 2001年（平成13年）11月17日 - 鳥取県鳥取市に当社運営の2号店となる「スペースクリエイト自遊空間鳥取店」を開店。
- 2002年（平成14年）7月20日 - 島根県松江市に当社運営の3号店となる「スペースクリエイト自遊空間松江店」を開店。
- 2008年（平成20年）6月30日 - 「スペースクリエイト自遊空間松江店」を閉店。
- 時期不明 - 「スペースクリエイト自遊空間鳥取店」を株式会社アクティブに譲渡。2021年閉店。麺場 田所商店湖山店に転換。
- 2018年（平成30年）7月20日 - 「スペースクリエイト自遊空間米子店」を閉店。複合カフェ事業から撤退。
- 2019年（平成31年）1月29日 - 清算結了、法人格消滅。

## 事業内容
- 不動産事業
  - 「ハウスドゥ!」 1店舗（米子店）
- 生命保険『アメリカンファミリー生命保険会社』代理店事業
- 損害保険『損害保険ジャパン』代理店事業
- 通信販売事業

### かつて行っていた事業
- 複合カフェ事業
  - 「スペースクリエイト自遊空間」 1店舗（米子店）

## 関連会社
- 山陰信販 - 信販会社
- サンメディア - 計算受託処理・コンピュータ・インターネット関連ソフト・機器販売・インターネットサービスプロバイダ
- テレプラザ - 携帯電話販売
- ホテルわこう - ホテル